# Doctor Vlimmen (1978)
Doctor Vlimmen is een Nederlands-Belgische film uit 1978, ook bekend als Dokter Vlimmen. De film is geregisseerd door Guido Pieters die samen met Ben Verbong ook tekende voor het scenario, gebaseerd op de gelijknamige roman van Anton Roothaert. 
Titelrolspeler Peter Faber won in 1978 bij het Internationaal Filmfestival van Karlsbad (Karlovy Vary) de prijs voor de beste acteur.
Begin 1982 zond de TROS een tv-bewerking uit van de film, verspreid over drie delen. Deze serie bevat extra beeldmateriaal ten opzichte van de film.

## Verhaal
Het verhaal wordt verteld als een flashback naar een periode twintig jaar eerder. De jonge veearts Jan Vlimmen woont in 1929 in een klein dorp in Vlaanderen of Zuid-Nederland. Hij is bevriend met de jurist Dacka. De vrouw van Vlimmen heeft hem verlaten. Zijn zuster, een weduwe met een jong kind, woont bij hem in en voert het huishouden. Vlimmen is een koppig persoon, die weinig moet hebben van autoriteit en de rooms-katholieke kerk. Hij heeft regelmatig conflicten met de bewoners van het conservatieve dorp. Als veearts wordt hij echter gewaardeerd. Hij komt in de problemen als zijn jonge dienstmeisje zwanger wordt en hem beschuldigt van aanranding.

## Rolverdeling
| Acteur                | Personage                |
| --------------------- | ------------------------ |
| Peter Faber           | Dokter Vlimmen           |
| Adriaan Adriaanse     | Nieuwsgierige boer       |
| Tim Beekman           | Van Heusden              |
| Roger Van Hool        | Dacka                    |
| Annabel Bernief       |                          |
| Leo Beyers            | Van der Kalck            |
| Albert Abspoel        | Boer met bevallende koe  |
| Harry Bas             |                          |
| Theu Boermans         |                          |
| Johan te Slaa         | Tinus                    |
| Manfred de Graaf      | Dokter Teeborg           |
| Leo de Beer           |                          |
| Eddie Brugman         | Wessel                   |
| Michiel Kerbosch      | Jonge boer               |
| Yolande Bertsch       | Tilly                    |
| Ruud Jan Bos          |                          |
| Dorine van der Klei   | Zangeres                 |
| Bert Dijkstra         | Voorzitter               |
| Cox Habbema           | Paula                    |
| Johnny Kraaijkamp jr. | Jonge boer               |
| Gerard Doting         |                          |
| Jan Wegter            |                          |
| Chris Lomme           | Truus                    |
| Sacco van der Made    | Oude boer                |
| Monique van de Ven    | Leonieke                 |
| Frans Vorstman        | Stein                    |
| Mark Warner           |                          |
| Helmert Woudenberg    | Van Bemmel               |
| Erik van 't Wout      | Dop                      |
| Brigitte De Man       | Mientje                  |
| Serge-Henri Valcke    | Pietje Mulder            |
| Bert André            | Gedubde stem van de smid |